# 阿托撒
阿托撒（英語：Atossa），公元前6世纪后期至公元前5世纪早期波斯王后，居鲁士二世之女。公元前524年嫁予其兄冈比西斯二世，后嫁予大流士一世。她是薛西斯一世的母亲，埃斯库罗斯《波斯人》中的主要人物。

## 扩展阅读
- Mukhjerjee, Siddhartha. . Harper Collins. 2011. ISBN 978-0-00-725092-9.